# Союз украинцев Приднестровья
Союз украинцев Приднестровья им. А. Н. Бута (укр. Спілка українців Придністров’я ім. О.М. Бута) — крупнейшая организация украинцев Приднестровья, которая возникла в 1991 году. Её создали три национальные общества из Каменки, Тирасполя и Бендер. Сейчас союз насчитывает более 30 000 членов. Председатель — Леонид Ткачук.
По состоянию на 2011 г., в подчинении союза находятся районные общества украинской культуры: Каменское им. Т. Шевченко (Стасишен В. П.), Рыбницкий «Подолье» (Паланик Б. Т.), Дубоссарский «Луч» (Олейник С. В.), Григориопольский «Стожары» (Богуцкий П. П.), Слободзейский (Якименко П. И.).